# Nizina Mezopotamska
Nizina Mezopotamska – nizina w Iraku oraz w Iranie i Kuwejcie, w dorzeczach Eufratu i Tygrysu. Jej powierzchnia wynosi ok. 250 tys. km². Znajduje się na wysokości poniżej 100 m n.p.m. Przez tę nizinę przepływają rzeki Eufrat i Tygrys. Leży w strefie klimatu podzwrotnikowego, suchego.